# Lesław Eustachiewicz

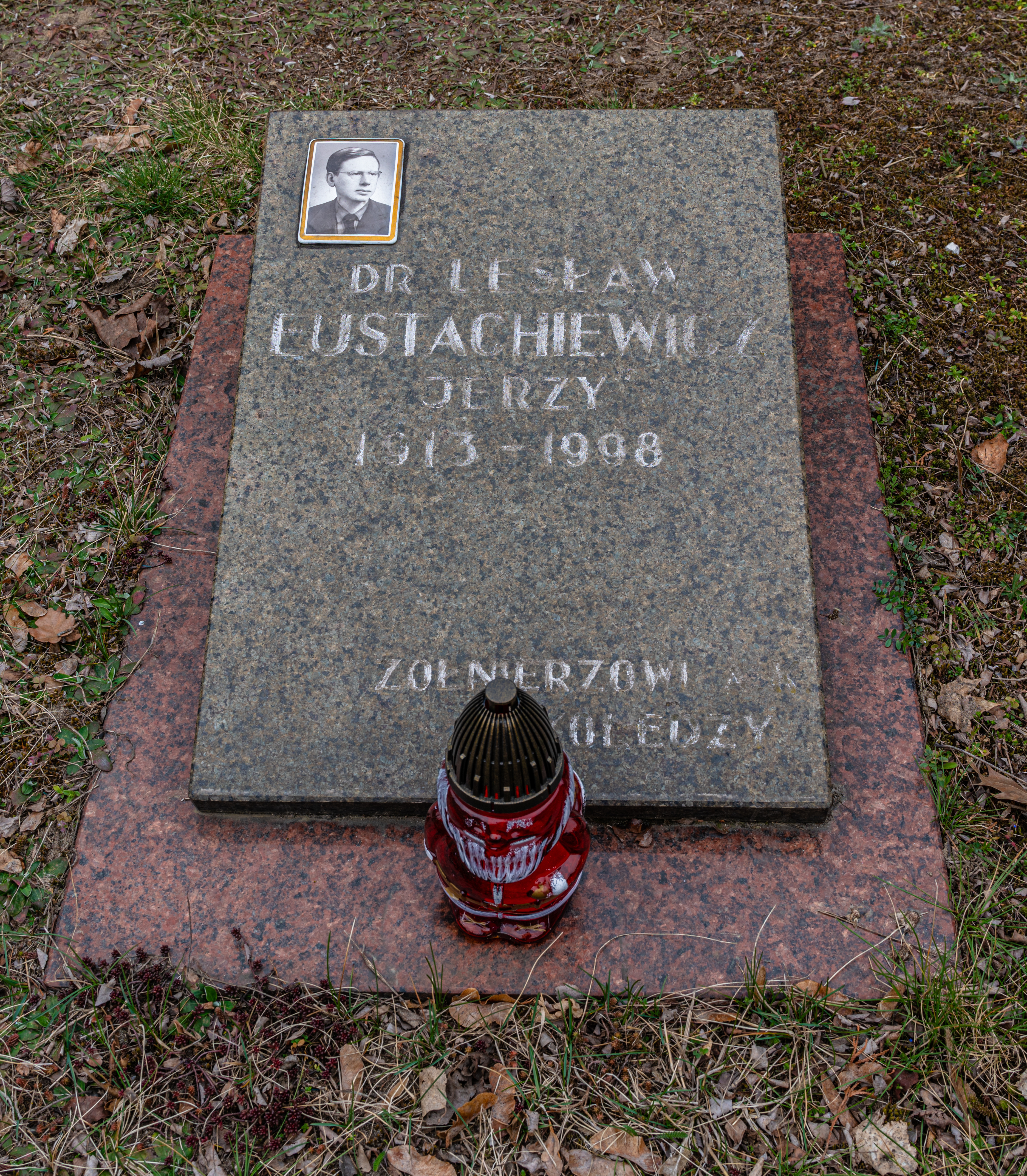
Grób Lesława Eustachiewicza na cmentarzu komunalnym Północnym w Warszawie

Lesław Antoni Eustachiewicz (ur. 26 listopada 1913 w Brodach, zm. 11 kwietnia 1998) – doktor polonistyki, polski krytyk literacki, historyk literatury, tłumacz.

## Życiorys
Uczeń ostrowskiego Gimnazjum Męskiego. Maturę zdał w gimnazjum w Rogoźnie. Ukończył filologię polską na Uniwersytecie Poznańskim. Walczył w strukturach Armii Krajowej. Był komendantem Lubelskiej Chorągwi Szarych Szeregów. Aresztowany przez NKWD 7 listopada 1944 i skazany na śmierć. Ułaskawił go gen. Michał Rola-Żymierski 24 stycznia 1945 roku. W latach 1956–1957 publikował w tygodniku Ziemia i Morze. Autor wielu prac i artykułów krytycznoliterackich oraz podręczników i opracowań dotyczących historii literatury. Kierownik literacki Teatru Klasycznego w Warszawie. Popularyzator twórczości Wojciecha Bąka. Zmarł 11 kwietnia 1998 i został pochowany na cmentarzu komunalnym Północnym w Warszawie.

## Wybrane publikacje
- Obraz współczesnych prądów literackich - wyd. Wydawnictwa Szkolne i Pedagogiczne, 1978
- Młoda Polska - wyd. Wydawnictwa Szkolne i Pedagogiczne, 1979
- Luigi Pirandello - wyd. Czytelnik, 1982, ISBN 83-07-00688-0
- Dramaturgia współczesna: 1945-1980 - wyd. Wydawnictwa Szkolne i Pedagogiczne, 1985, ISBN 83-02-02594-1